# ریگ‌شواسپیتال
ریگ‌شواسپیتال (به لاتین: Rigshospitalet) یک بیمارستان در دانمارک است که در Copenhagen Municipality واقع شده‌است.